# Macroglossum micacea
Macroglossum micacea är en fjärilsart som beskrevs av Walker 1856. Macroglossum micacea ingår i släktet Macroglossum och familjen svärmare. Inga underarter finns listade i Catalogue of Life.